# Bicuiba oleifera
Bicuiba oleifera là một loài thực vật thuộc họ Myristicaceae. Đây là loài đặc hữu của Brasil.